# Polystichum izuense
Polystichum izuense är en träjonväxtart som beskrevs av Kurata. Polystichum izuense ingår i släktet Polystichum och familjen Dryopteridaceae. Inga underarter finns listade.